# 増原義剛
増原 義剛（ますはら よしたけ、1945年6月1日 - ）は、日本の政治家・大蔵官僚。自由民主党所属の元衆議院議員（3期）。広島県広島市出身。現在、広島経済大学経済学部教授。座右の銘は「人間至る所に青山あり」。

## 経歴
1964年、修道高等学校を卒業。1969年、東京大学法学部卒業後、大蔵省入省（大臣官房秘書課）。入省同期に、杉井孝（弁護士、大臣官房審議官（銀行局担当）、主計局次長（末席））、中川雅治（環境大臣、環境事務次官）、渡辺裕泰（国税庁長官、会計センター署長兼財務総合政策研究所長、関税局長、東京国税局長）、太田省三（東京金融取引所社長、印刷局長）、戸恒東人らがいる。
1970年、大臣官房秘書課調査係長心得。1971年、大臣官房調査企画課。1972年、理財局地方資金課調査主任。1973年、理財局資金第一課企画係長。1974年、松江税務署長。1975年、横浜市財政局財務部財務。1977年、主計局法規課長補佐。1979年、主計局主査（郵政・電々、運輸国鉄、防衛係）。1983年、大臣官房調査企画課長補佐1985年、在英大使館勤務。金融ビッグバンを経験。1988年、国税庁長官官房企画課長。1990年、主税局調査課長。1991年、主税局税制第二課長。1992年、環境庁企画調整局企画調整課長。環境基本法策定に携わった。増原は同期中の次官候補であったが、浜本英輔主税局長の下、環境庁に出向した。1994年、東海財務局長。
1996年、第41回衆議院議員総選挙に新進党公認で広島3区から出馬するも落選。1997年、環境経済研究所を設立。2000年、第42回衆議院議員総選挙に無所属で再び広島3区から出馬。自由民主党の河井克行を破り初当選。2003年、第43回衆議院議員総選挙に広島3区から自民党公認で出馬し、再選。2004年、総務大臣政務官（行政相談委員の制度など旧総務庁関係の担当）に就任。2005年、第44回衆議院議員総選挙に、コスタリカ方式により比例中国ブロック単独で出馬し3選。
2008年、福田康夫改造内閣にて内閣府副大臣（科学技術、食品安全、少子化対策、男女共同参画等の施策並びに消費者行政推進、宇宙開発、IT、公文書管理等の担当）に就任。2009年、第45回衆議院議員総選挙に広島3区から出馬するも、落選。コスタリカ方式により比例中国ブロック単独で出馬した河井は当選した。2010年、政界を引退。2011年、広島経済大学経済学部教授に就任。2015年 秋の叙勲で旭日重光章受章。

## 政治資金
消費者金融業界の政治団体「全国貸金業政治連盟」（全政連）からパーティー券購入などにより資金提供を受けていると しんぶん赤旗により報道された 。

## 政策
政治信条は「すべての制度、政策について良いものは継承し、時代に合わなくなったものは勇気を持って変えていくこと」。
山本一太、河野太郎などと共に「対北朝鮮外交カードを考える会」を立ち上げ、2004年に外為法の改正案、特定船舶入港禁止法案の策定に携わる。
自民党金融調査会貸金業制度等に関する小委員会委員長として、多重債務者を出さないための貸金業法の抜本的見直しに取り組み、最終的に上限金利（年29.2%）を20%に引き下げてグレーゾーン金利を撤廃する一方、クレジットクランチを引き起こさないために25.5%の特例高金利は2年間継続する法改正案をとりまとめた。
大蔵省時代に主税局・国税庁課長を務め、自民党税制調査会の幹事。大蔵省時代に環境庁へ出向し環境基本法の策定に携わる。2004年に「環境税を推進する若手議員の会」を結成し、幹事長を務める。2008年には自民党地球温暖化対策推進本部の事務局長代理にも就任。
2008年8月には、食品安全並びに消費者行政担当の内閣府副大臣に就任し、事故米の不正転売問題においては、流通経路の解明や再発防止策を検討する省庁横断チームの一員として、検査体制の改革案等を発表した。

## 著書
- 『図説 日本の税制〈平成2年版〉』
- 『図説 日本の税制〈平成3年版〉』
- 『地球化時代の環境戦略』
- 『図で見る環境基本法』
- 『和英用語対照 税務・会計用語辞典』
- 増原義剛『「弱者」はなぜ救われないのか -貸金業法改正に見る政治の失敗-』きんざい、2012年8月。ISBN 978-4322121612。